# دين دون حق الرجوع
دَين دون حق الرجوع أو قرض دون حق الرجوع أو قرض غير عائد، هو قرض مضمون بتعهد ضمان، وعادةً ما يكون ملكية عقارية، لكن يكون المقترض فيه غير مسؤول شخصياً؛ في حال تخلف المقترض عن السداد، يمكن للمقرض حينها حجز الضمان وبيعه، لكن إذا بِيع الضمان بأقل من الدَين، فلا يمكن للمقرض أن يسعى إلى الحصول على مقدار النقص من المقترض–يقتصر استرداده فقط على قيمة الضمان. بهذه الحالة، يُحدد الدَين غير العائد عادةً بـ 50% أو 60% بنسبة قيمة القرض إلى قيمة الشيء المرهون. لذا، فإن العقار ذاته يولد «ضمان مفرط» للقرض.
تكون حوافز الأطراف في وضعية متوسطة بين تلك المتعلقة بالقروض العائدة المضمونة بشكل كلي، والقروض غير المضمونة تماماً. في حين يكون المقترض  في وضع الخسارة الأول، يتحمل المقرض أيضاً مخاطر جمّة، لذلك، يجب على المقرض تأمين القرض بعناية أكبر بكثير من القروض العائدة الكاملة. يتطلب هذا عادةً أن يكون للمقرض باعٌ طويلٌ وخبرة بوضع النماذج المالية.

## تمويل المستهلك
في أوروبا، عادةً ما تكون قروض الرهون العقارية المحمية بمساكن شخصية هي قروض عائدة. تسمح معظم الولايات في الولايات المتحدة بالاستعانة بالرهون العقارية السكنية، لكن قوانين مكافحة النقص في القليل من الولايات تتطلب رهون عقارية غير عائدة. حوالي 13 ولاية يمكن أن تُصنف كـ «ولايات غير عائدة» تبعاً لمعايير تصنيف الباحث.
مستثمري نظام التقاعد الشخصي الموجهين ذاتياً الذين يختارون شراء العقارات الاستثمارية بإمكانهم أن يرفعوا مشترياتهم بقرض غير عائد. بالاستناد إلى قوانين دائرة الإيرادات الداخلية، يعتبر وضع ضمان شخصي لأي قرض في العقارات المملوكة من قبل نظام التقاعد الشخصي الموجه ذاتياً انتهاكاً لتشريع التقاعد المؤهل.
يعد قرض عقارات الطاقة النظيفة الخاضعة للضريبة (بّي إيه سي إي)، المستخدم في بعض الولايات لتمويل تحسينات الطاقة السكنية، مثالاً على قروض غير عائدة إلى المقترض.

## اقتراض تجاري
تُستخدم القروض غير العائدة عادةً لتمويل الممتلكات العقارية التجارية، أو الشحن، أو المشروعات الأخرى ذات النفقات الرأسمالية المرتفعة، وفترات القروض الطويلة، وبتيارات إيرادات غير مؤكدة. تُستخدم أيضاً بشكل شائع لقروض الأسهم وغيرها من هياكل الإقراض المضمونة بالموجودات مثل النقود والأسهم، في حين أن معظم الممتلكات العقارية التجارية مملوكة على بنية تشاركية (أو ما يعادلها من ضرائب عابرة)، فإن الاقتراض غير العائد يعطي مالك العقار الفوائد الضريبية لهيكل شراكة الضرائب العابرة (أي ضريبة عابرة ضائعة وعدم وجود ضرائب مزدوجة)، ويخفضان الديون الشخصية معاً إلى قيمة الاستثمار. طُرحت ديون غير عائدة بقيمة 30 مليار دولار إلى بنك جيه بي مورغان تشيس من قِبل نظام الاحتياط الفيدرالي لشراء بنك بير ستيرنز في 16 مارس 2018. طُرح الدَين غير العائد مع المدخرات الأقل سيولة من بنك بير ستيرنز كضمان، وهذا يعني مجلس الاحتياطي الفيدرالي سوف يستوعب الخسارة إذا كانت قيمة تلك الموجودات أقل من قيمتها المضمونة. توفر صناعة التمويل القانوني منتجات مالية غير عائدة تُستخدم في تقديم المساعدة المالية للمدعين المتورطين في دعوى قضائية طارئة مثل حادث سيارة. يُعطى المال إلى المستهلك على مبلغ التسوية الأقصى. هذا المال هو تمويل حقيقي غير قانوني، إذا خُسِرت القضية فلا يدين أحد بأي شيء للشركة التي مولت الدعوى القضائية. يعتبر هذا شراء موجودات وليس قرضاً.

## خصائص التمويل المشترك
عادةً ما تُحمّل الديون غير العائدة على الميزانية العمومية لشركة المدين كالتزام، ويُحّل الضمان كموجودات. لأغراض ضريبة الدخل الفيدرالية في الولايات المتحدة، يكون التفاعل بين مفاهيم (1) المبلغ المحقق «المقدار المحقق»، عند التنظيم (2) كمية الديون غير العائدة، و(3) مبلغ الأساس المعدل في العقار معقد إلى حد ما. تعتمد النتائج الضريبية المترتبة على ما إذا كانت دافع الضرائب قد حصل على العقار مع الديون غير العائدة المرفقة بالفعل، أو ما إذا كان دافع الضرائب قد حصل على ديون غير عائدة بعد الاستحواذ على العقار، والعلاقات النسبية من القيمة السوقية العادلة وسعر الشراء وسعر التنظيم. عند البيع أو التصرف في الممتلكات بموجب قانون ضريبة الدخل في الولايات المتحدة، ينتج عن الربح الخاضع للضريبة عموماً عندما يتجاوز المبلغ المحقق عند بيع أو التصرف في العقار مبلغ أساس دافع الضرائب المعدل في تلك الممتلكات.
عموماً، يكون المبلغ المحقق هو مقدار النقد والاعتبارات الأخرى التي يتلقاها دافع الضرائب. مبلغ أي قرض مغفور أو مُسدد هو عادةً جزء من هذا الاعتبار.
الأساس المعدل هو ملخص ما يلي:
- مقدار التكلفة الأصلية التي تكبدها دافع الضرائب عند شراء العقار، بما في ذلك أي دَين غير عائد يتحمله المالك/ دافع الضرائب كجزء من عملية الاستحواذ (المعروفة أيضاً باسم «الأساس الأصلي»)؛
- بالإضافة إلى تكاليف التحسينات (إن وجدت) التي أجراها دافع الضرائب على العقار؛
- مخصوماً مقدار النقص (أو ما شابه) من الخصومات المسموح بها لدافعي الضرائب على تلك الممتلكات.

إذا تجاوز المقدار المحقق مقدار الأساس المعدل، فقد حقق دافع الضرائب  مكسباً في وقت التنظيم. إذا تجاوز الأساس المعدل المقدار المحقق، فقد تكبد خسارة. يمكن تفسير تأثير ضريبة الدخل الفيدرالية للديون غير العائدة من خلال النظر أولاً في التأثير الضريبي للتنظيم الذي يحتوي ديون غير عائدة (أي الدَين الذي يوفر فيه العقار التغطية الأمنية الأعلى، ويكون المقترض/ دافع الضرائب مسؤول شخصياً عن أي نقص قد يبقى بعد أن يحجز المقرض على العقار)، ومن ثم يتناقض مع الوقائع المماثلة التي تنطوي على الديون غير العائدة، وعلى النحو التالي:
كمثال، افترض:
1. رأس المال غير المسدد من الديون العائدة هو 100.000 دولار؛
2. القيمة السوقية الوسطية للعقار هي 80.000 دولار؛
3. الأساس المحدد لدافع الضرائب في العقار هو 45.000 دولار.

على افتراض أن الدائن يحجز على العقار، وأن 20.000 دولار، المبلغ الفائض من الديون على القيمة السوقية المتوسطة للعقار (100.000 دولار ناقص 80.000 دولار)، قد سُدِّد تعاقدياً (بسبب التناظر التوجيهي مع المثال غير العائد، ودعنا نفترض، خلافاً للنقطة التجارية المتمثلة في القرض العائد، أن الدين قد غُفر بالكامل من قِبل الدائن، بدون وجود مدفوعات فعلية)، فإن دافع الضرائب سيحقق ربحاً بقيمة 20.000 دولار كإيرادات من تسديد المديونية. قد يكون هذا الإعفاء البالغ 20.000 دولار خاضعاً للضريبة لدافعي الضرائب باعتباره دخلاً عادياً على الرغم أن دافع الضرائب لم يتلق أي مبالغ نقدية في وقت التسديد. سيُعامَل الفائض البالغ 35.000 دولار من القيمة السوقية العادلة على الأساس المعدل (80.000 دولار ناقص 45.000 دولار) على أنها مكسب رأسمالي خاضع للضريبة على «بيع أو تصرف آخر» للممتلكات مرة أخرى، على الرغم من أن دافع الضرائب لم يتلق أي مبالغ نقدية في وقت الحجز.
إذا افترضنا نفس الحقائق  باستثناء أن الدَين غير عائد، فإن النتيجة ستكون مختلفة تماماً. لن يحقق دافع الضرائب أي دخل عادي خاضع للضريبة من تسديد الدَين. بدلاً من ذلك، سيعامَل الفرق البالغ 55.000 دولار بين موجودات الدين غير المدفوع والأساس المعدل لدافعي الضرائب (100.000 دولار ناقص من 45.000 دولار) على أنه مكسب رأسمالي خاضع للضريبة على «بيع أو تصرف آخر» مرة  أخرى. على الرغم من عدم وجود نقود وردت من قِبل دافع الضرائب في وقت الحجز.
عند البيع أو الحجز أو أي تصرف آخر، يجري التعامل مع الديون غير العائدة التي تُتَكبَّد كجزء من تحويل عملية الاستحواذ، والأموال المستخرجة من الاستثمار عن طريق رهن، على حد سواء: كلاهما مبالغ خاضعة للضريبة فقط في وقت التصرف في العقار، حتى إذا كانت قيمة العقار أقل من مبلغ الرهن في وقت التصرف. تُضمَّن الديون غير العائدة التي كانت موجودة في وقت الاستحواذ على الممتلكات في الأساس.